# Крішень (Алба)
Крішень, Крішені (рум. Crișeni) — село у повіті Алба в Румунії. Входить до складу комуни Вінцу-де-Жос.
Село розташоване на відстані 271 км на північний захід від Бухареста, 7 км на південний захід від Алба-Юлії, 82 км на південь від Клуж-Напоки.

## Населення
За даними перепису населення 2002 року у селі проживали 58 осіб, усі — румуни. Усі жителі села рідною мовою назвали румунську.